# تپه آقا بیگلر
تپه آقا بیگلر مربوط به دوران پیش از تاریخ ایران باستان است و در شهرستان نقده، روستای آقا بیگ لر واقع شده و این اثر در تاریخ ۵ آذر ۱۳۸۰ با شمارهٔ ثبت ۴۳۹۵ به‌عنوان یکی از آثار ملی ایران به ثبت رسیده است.